# Teoria della melanina
La teoria della melanina è una teoria pseudoscientifica che è alla base di vari studi antropologici e biologici volti ad affermare la presunta superiorità delle persone di etnia nera sugli altri gruppi etnici. Si tratta della base di una teoria speculare e opposta a quella del suprematismo bianco (supremazia nera).
L'idea centrale di questa teoria è che più il livello di melanina è alto più le capacità fisiche aumentino. Studi ulteriori puntano a sostenere che la popolazione nera, dato l'alto livello di melanina, sia effettivamente superiore ai bianchi e a ogni altro gruppo, e che la loro superiorità sarebbe dovuta a sue caratteristiche uniche e peculiari, e assenti nel resto della popolazione.
Altri studi - molto più estremi - cercano di provare come la pelle bianca sia un'aberrazione rispetto a quella originaria nera.
Un sostenitore di questa teoria pseudoscientifica, Leonard Jeffries, ha dichiarato che, a suo parere, la melanina e la neuromelanina inciderebbero anche sul comportamento umano. Ha cercato di provare questa idea cercando di argomentare in merito alle differenze che sussisterebbero tra la civiltà occidentale e quella dell'Africa nera:
- I bianchi sarebbero caratterizzati da una personalità "fredda", di cultura autoritaria, dittatoriale, militarista e con altri difetti;
- I neri sarebbero caratterizzati da una personalità "solare", di cultura aperta ma solitaria.

## Critiche
La teoria è molto criticata e contestata nella comunità scientifica. Le prove portate a favore della teoria non sussistono e alcune si sono poi rivelate false.
I biologi la classificano come una teoria pseudoscientifica, assolutamente non credibile né accettabile.